# Summon in Thunder
Summon in Thunder è il quarto album in studio degli Himsa. È stato pubblicato il 18 settembre 2007 dalla Century Media Records.

## Tracklist
1. "Reinventing the Noose" - 5:17
2. "Haunter" - 4:17
3. "Big Timber" - 4:00
4. "Givin in to the Taking" - 4:02
5. "Skinwalkers" - 6:41
6. "Curseworship" - 4:03
7. "Hooks as Hands" - 4:16
8. "Ruin Them" - 3:33
9. "Den of Infamy" - 4:15
10. "Unleash Carnage" - 2:02
11. "Summon In Thunder" - 3:13